# Grup del Correfoc del Follet i la Fantasma

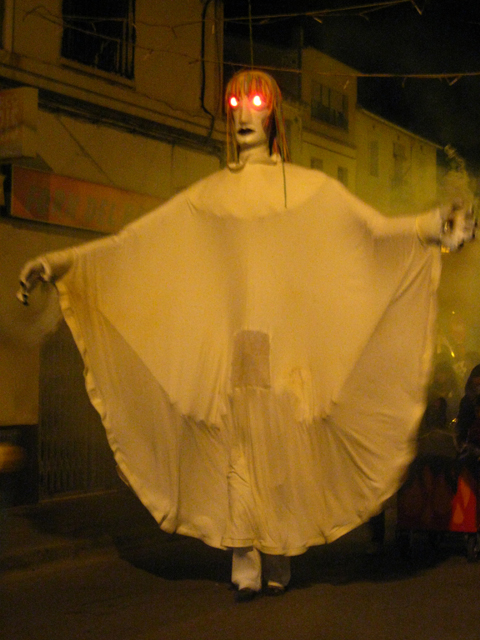

El Grup del Correfoc del Follet i la Fantasma és la colla de dimonis de Sant Feliu de Codines. El grup té particularitats especials (dimonis d'aigua, llegenda i bèsties pròpies), que el diferencien dels balls de diables tradicionals dels camps de Tarragona i el Penedès.
Durant els darrers anys, a més del correfoc l'entitat ha organitzat diverses activitats, com el Quinto de Nadal, la Revetlla de Sant Joan, el Carnestoltes, la Gimcana Risk Total, la Trobada de Diables, les Trobades de Bèsties, que tenen el seu gran final en el Correfoc de Festa Major. També destaca la Baixada de Llits i Andròmines, que la colla l'organitza una setmana abans de la Festa Major del poble.